# ژانسایا عبدملک
ژانسایا عبدِملک (قزاقی: Jansaya Daniyarqyzy Aebdimaelik؛ زادهٔ ۱۲ ژانویهٔ ۲۰۰۰) شطرنج‌باز اهل قزاقستان با درجه‌های استادبزرگ زنان و استاد بین‌المللی است.